# 4388 Jurgenstock
4388 Jurgenstock је астероид главног астероидног појаса са средњом удаљеношћу од Сунца која износи 2,339 астрономских јединица (АЈ).
Апсолутна магнитуда астероида је 13,6.